# Calpodina
De Calpodina zijn een subtribus van vlinders in de familie van de dikkopjes (Hesperiidae). 

## Geslachten
- Calpodes Hübner, 1819
- Panoquina Hemming, 1934
- Saliana Evans, 1955
- Zenis Godman, 1900